# Складчастість діапірова
Складчастість діапірова (рос. складчатость диапировая, англ. diapir folding, нім. Diapirfaltung f) – складчастість, антикліналі й куполи якої утворені в результаті нагнітання в їхні ядра високопластичних порід: солі, гіпсу, глини й ін. Нагнітання походить із суміжних областей, де ці гірські погоди роздавлюються під дією ваги осадів і тектонічних сил; цьому сприяють сили гідростатичного виштовхування (спливання) нагору, що виникають у тому випадку, якщо пластичні породи (напр., солі) мають меншу густину у порівнянні з навколишніми породами. 

## Різновиди складчастості
| - Атектонічна складчастість - Складчастість платформна - Складчастість течії - Складчастість діапірова - Складчастість постумна - Складчастість гравітаційна - Складчастість брилова - Складчастість голоморфна - Складчастість ідіоморфна - Складчастість дисгармонійна - Складчастість нагнітання - Кулісоподібна складчастість | - Складчастість куполоподібна - Складчастість успадкована - Складчастість конседиментаційна - Кулісоподібна складчастість - Складчастість паралельна - Складчастість накладена - Складчастість головна - Складчастість поперечна - Складчастість проміжна - Складчастість консеквентна - Складчастість бокового тиску |